# Nord-Süd-Gefälle (Deutschland)
Als Nord-Süd-Gefälle bezeichnet man in Deutschland das Gefälle zwischen nördlichen und südlichen Regionen zur Zeit der Industrialisierung im 19. und 20. Jahrhundert. Es bezieht sich auf wirtschaftliche und demografische Unterschiede zwischen den aufstrebenden Industrie- und Hafenregionen im Norden und Nordwesten und den damals eher landwirtschaftlich geprägten Regionen im Süden Deutschlands.
In der heutigen Zeit hat sich dieses Phänomen umgekehrt und man spricht vom Süd-Nord-Gefälle.